# Леуздово
Леуздово — деревня в Новодугинском районе Смоленской области России. Входит в состав Днепровского сельского поселения. Население — 17 жителей (2007 год). Дороги с твердым покрытием в деревне нет. Единственная проселочная дорога в весенне-осенний период доступна только для машин с высокой проходимостью. По состоянию на июль 2012 г. указателя с наименованием данного населенного пункта, установленного на его границах, не имеется.
Расположена в северо-восточной части области в 35 км к северо-западу от Новодугина, в 33 км западнее автодороги Р134 «Старая Смоленская дорога» Смоленск — Дорогобуж — Вязьма — Зубцов, на берегу реки Супрутка. В 37 км восточнее деревни расположена железнодорожная станция Вазуза на линии Вязьма — Ржев.

## История
В годы Великой Отечественной войны деревня была оккупирована гитлеровскими войсками в октябре 1941 года, освобождена в марте 1943 года.